# Primer criterio de Nyquist

El filtro de coseno alzado cumple el criterio de Nyquist contra Interferencia entre símbolos. Los impulsos consecutivos demuestran la propiedad de cero interferencia entre símbolos transmitidos en los instantes de muestreo. En t=0 el pulso central esta en su máximo, mientras que la suma de los otros impulsos es cero.

En comunicaciones, el Criterio de Nyquist para ISI (Inter-symbol Interference por sus siglas en inglés) describe las condiciones bajo las cuales, cuando satisfechas por un canal de comunicación (incluyendo las respuestas de los filtros de transmisión y recepción), resultan en una Interferencia entre símbolos nula. Este criterio provee un método para construir funciones de banda limitada que resistan los efectos de la interferencia entre símbolos.
Cuando símbolos consecutivos son transmitidos por un canal mediante una modulación lineal (como la ASK, QAM, etc.), la Respuesta a impulso (o equivalentemente la respuesta en frecuencia) del canal causa que un símbolo transmitido se esparza en el dominio del tiempo. Esto causa interferencia entre símbolos porque los símbolos transmitidos anteriormente afectan los recibidos actualmente, reduciendo así la tolerancia al ruido. El teorema de Nyquist relaciona esta condición del dominio del tiempo a una condición equivalente en el dominio de la frecuencia.

## Criterio de Nyquist
Si denominamos la respuesta al impulso del canal como {\displaystyle h(t)}, entonces la condición para una respuesta libre de ISI puede ser expresada como:
{\displaystyle h(nT_{s})={\begin{cases}1;&n=0\\0;&n\neq 0\end{cases}}}
para todos los enteros {\displaystyle n}, donde {\displaystyle T_{s}} es el periodo del símbolo. El teorema de Nyquist dice que esto es equivalente a:
{\displaystyle {\frac {1}{T_{s}}}\sum _{k=-\infty }^{+\infty }H\left(f-{\frac {k}{T_{s}}}\right)=1\quad \forall f},
donde {\displaystyle H(f)} es la Transformada de Fourier de {\displaystyle h(t)}. Este es el criterio de Nyquist contra ISI.
Este criterio puede ser entendido intuitivamente de la siguiente manera: réplicas de H(f) desplazadas en la frecuencia deben sumar conjuntamente a un valor constante.
En la práctica este criterio es aplicado a filtros de banda base tomando la secuencia de símbolos como impulsos con pesos (función delta de Dirac). Cuando los filtros en el sistema de comunicación satisfacen el criterio de Nyquist, los símbolos pueden ser transmitidos a través de un canal con una respuesta plana, dentro de una banda limitada de frecuencia, sin ISI. Ejemplos de tales filtros son los filtro de coseno alzado, o los filtros de seno como un caso ideal.